# Forats negres i universos primitius i altres assajos
Forats negres i universos primitius i altres assajos és un llibre de divulgació científica de l'astrofísic anglès Stephen Hawking.
Aquest llibre és una col·lecció dels assajos i les conferències escrites per Hawking, principalment sobre la composició dels forats negres, i per què podrien ser nodes a través dels quals crèixen altres universos. Hawking analitza la termodinàmica dels forats negres, la relativitat especial, la relativitat general, i la mecànica quàntica. Hawking també descriu la seva infància, i la seva experiència posterior amb l'Esclerosi lateral amiotròfica. El llibre també inclou una entrevista amb el Professor Hawking.